# Marcin Smolik
Marcin Karol Smolik – polski filolog angielski, doktor nauk humanistycznych (2008); urzędnik państwowy, w latach 2014–2024 dyrektor Centralnej Komisji Egzaminacyjnej.

## Życiorys
Absolwent Instytutu Anglistyki Uniwersytetu Marii Curie-Skłodowskiej w Lublinie. Był tam zatrudniony w Zakładzie Akwizycji i Dydaktyki Języka Angielskiego na stanowisku asystenta (2000–2008) i adiunkta (2008–2012). W 2008 obronił pracę doktorską pt. Badanie trafności oceniania na przykładzie części ustnej egzaminu maturalnego (nowej matury) z języka angielskiego na poziomie podstawowym. Autor podręczników i materiałów dydaktycznych oraz publikacji badających znajomość języków obcych.
Pracował jako rzeczoznawca Ministerstwa Edukacji Narodowej. Współautor podstawy programowej kształcenia ogólnego z języka obcego nowożytnego. W latach 2008–2009 koordynował merytorycznie projekt „Egzamin gimnazjalny z języka obcego”, od 2010 – zespół języków obcych w projekcie „Budowa banków zadań” w Okręgowej Komisji Egzaminacyjnej w Łodzi, zaś od 2013 – projekt „Pilotaż nowych egzaminów maturalnych”. W maju 2012 został kierownikiem Wydziału Sprawdzianu i Egzaminów z Zakresu Kształcenia Ogólnego w Centralnej Komisji Egzaminacyjnej. W grudniu 2013 został pełniącym obowiązki dyrektora tej instytucji, a po wygraniu konkursu 22 lipca 2014 objął to stanowisko jako dyrektor. 9 sierpnia 2024 został odwołany z tego stanowiska.